# The Nile Song
«The Nile Song» (с англ. — «Песня Нила») — песня британской психоделической рок-группы Pink Floyd, написанная Роджером Уотерсом для кинофильма More французского режиссёра Барбета Шрёдера, выпущенного 4 августа 1969 года (песня сопровождает сцену в начале фильма, в которой главные герои, Стефан и Эстелла, встречаются на вечеринке хиппи). Музыкальный критик Энди Келлман охарактеризовал эту композицию как одно из самых «тяжёлых» произведений группы, отнеся её к стилю хеви-метал.
«The Nile Song» была выпущена в 1969 году во Франции и Новой Зеландии в виде сингла с композицией «Ibiza Bar» (также из кинофильма More) на второй стороне, и в Японии с композицией «Main Theme» на второй стороне. Все эти композиции немного позднее вышли на альбоме Music from the Film More — саундтреке к фильму. Кроме того, год спустя «The Nile Song» была выпущена в составе сборника Relics.

## Кавер-версии
На песню «The Nile Song» записаны кавер-версии: группой из США The Necros на альбоме 1987 года Tangled Up; французской группой Mary Goes Round на альбоме 1989 года 70 Suns In The Sky; канадской группой Voivod на альбоме 1993 года The Outer Limits и на сингле 1994 года «The Nile Song»; группой Farflung на трибьют-альбоме 1995 года A Saucerful Of Pink, A Tribute To Pink Floyd; австралийской группой Dreadnaught на альбоме 2001 года One Piece Missing; группой Panthers на трибьют-альбоме 2011 года Us And Them — A Delicate Saucerful Of Pink Floyd Covers.

## Участники записи
- Дэвид Гилмор — гитара, вокал
- Роджер Уотерс — бас-гитара
- Ник Мейсон — ударные